# Фізика магнітно-резонансної томографії
Фізика магнітно-резонансної томографії (МРТ) стосується фундаментальних фізичних аспектів методів МРТ та технологічних аспектів пристроїв МРТ. МРТ - це метод медичної візуалізації, який в основному використовується в радіології та ядерній медицині для дослідження анатомії та фізіології тіла, а також для виявлення патологій, включаючи пухлини, запалення, неврологічні стани, такі як інсульт, захворювання м'язів та суглобів, аномалії серця та кровоносних судин. Контрастні речовини можуть вводитися внутрішньовенно або в суглоб для покращення зображення та полегшення діагностики. На відміну від КТ та рентгену, МРТ не використовує іонізуючого випромінювання і тому є безпечною процедурою, яка підходить для діагностики у дітей та повторних запусків. Пацієнти із специфічними неферомагнітними металевими імплантатами, кохлеарними імплантатами та кардіостимуляторами в даний час також можуть проходити МРТ, незважаючи на вплив сильних магнітних полів. Це не стосується старих апаратів, детальну інформацію для медичних працівників надає виробник апарату.
Деякі атомні ядра здатні поглинати та випромінювати радіочастотну енергію при поміщенні у зовнішнє магнітне поле. У клінічній та дослідній МРТ атоми водню найчастіше використовуються для генерації детектованого радіочастотного сигналу, який приймається антенами, розташованими в безпосередній близькості до анатомії. Атоми водню в природних умовах удосталь містяться в організмі людини та інших біологічних організмах, особливо у воді та жирі. З цієї причини більшість МРТ-сканувань по суті відображають розташування води та жиру в організмі. Імпульси радіохвиль збуджують ядерний спіновий енергетичний перехід, а градієнти магнітного поля локалізують сигнал у просторі. Варіюючи параметри послідовності імпульсів, можна створити різні контрасти між тканинами на основі релаксаційних властивостей атомів водню, що містяться в них.
У магнітному полі (B0) сканера магнітні моменти протонів вирівнюються паралельно або антипаралельно напрямку поля. Хоча кожен окремий протон може мати лише одне з двох вирівнювань, сукупність протонів поводиться так, начебто вони можуть мати будь-яке вирівнювання. Більшість протонів вирівнюються паралельно B0, оскільки це нижчий енергетичний стан. Потім подається радіочастотний імпульс, який може збудити протони від паралельного до антипаралельного вирівнювання, але останнє має значення для подальшого обговорення. У відповідь на силу, що повертає їх до рівноважної орієнтації, протони здійснюють обертальний рух (прецесію), подібно до колеса, що обертається під дією сили тяжіння. Протони повертаються в низькоенергетичний стан в результаті процесу спін-решіткової релаксації. Це проявляється у вигляді магнітного потоку, який викликає зміну напруги у приймальних котушках для отримання сигналу. Частота, де резонує протон чи група протонів у вокселі, залежить від сили локального магнітного поля навколо протона чи групи протонів; сильніше поле відповідає більшій різниці енергій та більш високочастотним фотонам. Застосовуючи додаткові магнітні поля (градієнти), які лінійно змінюються у просторі, можна вибрати певні зрізи для отримання зображення, і зображення виходить шляхом 2-вимірного перетворення Фур'є просторових частот сигналу (k-простір). Через магнітну силу Лоренца від B0 на струм, що протікає в градієнтних котушках, градієнтні котушки намагатимуться рухатися, виробляючи гучні звуки, що стукають, для яких пацієнтам потрібен захист слуху.

## Історія
МРТ-сканер був розроблений у 1975-1977 роках у Ноттінгемському університеті професором Раймондом Ендрю FRS FRSE на основі його досліджень у галузі ядерного магнітного резонансу. Сканер для всього тіла було створено у 1978 році.

## Ядерний магнетизм
Субатомні частинки мають квантово-механічну властивість спина. Деякі ядра, такі як 1H (протони), 2H, 3He, 23Na або 31P мають ненульовий спин і, отже, магнітний момент. У разі так званих ядер зі спином 1⁄2, таких як 1H, існує два спинові стани, іноді званих "вгору" і "вниз". Ядра, такі як 12C, не мають неспарених нейтронів та протонів і не мають чистого спина; проте ізотоп 13C має спін.
Коли ці спини поміщаються у сильне зовнішнє магнітне поле, вони обертаються навколо осі, що проходить вздовж напрямку поля. Протони вирівнюються у двох енергетичних власних станах (ефект Зеемана): один низькоенергетичний та один високоенергетичний, які розділені дуже малою енергією розщеплення.

### Резонанс та релаксація
Для точного моделювання поведінки окремого протона потрібна квантова механіка, проте для адекватного опису поведінки протонів ансамблю можна використовувати класичну механіку. Як і у разі інших частинок зі спином {\displaystyle 1/2}, коли вимірюється спин окремого протона, він може мати лише один із двох результатів, зазвичай званих паралельним та антипаралельним. Коли ми говоримо про стан протона чи протонів, ми маємо на увазі хвильову функцію протона, яка є лінійною комбінацією паралельного та антипаралельного станів.
У присутності магнітного поля, B0, протони будуть прецесувати на частоті Лармору, яка визначається гіромагнітним ставленням частинки і силою поля. Статичні поля, що найчастіше використовуються в МРТ, викликають прецесію, яка відповідає радіочастотному (РЧ) фотону.
Чиста поздовжня намагніченість у термодинамічній рівновазі обумовлена крихітним надлишком протонів у стані з нижчою енергією. Це дає чисту поляризацію, яка паралельна зовнішньому полю. Застосування радіочастотного імпульсу може відхилити цей вектор чистої поляризації убік (так званий 90° імпульс) або навіть повернути його назад (так званий імпульс 180°). Протони прийдуть у фазу з радіочастотним імпульсом і, отже, друг з одним.
Відновлення поздовжньої намагніченості називається поздовжньою або T1-релаксацією і відбувається експоненційно з постійною T1. Втрата фазової когерентності у поперечній площині називається поперечною або T2 релаксацією. Таким чином, T1 пов'язана з ентальпією спинової системи, або кількістю ядер з паралельним та антипаралельним спином. T2, з іншого боку, пов'язана з ентропією системи або кількістю ядер у фазі.
Коли радіочастотний імпульс вимикається, компонент поперечного вектора створює магнітне поле, що осцилює, яке індукує невеликий струм у приймальній котушці. Цей сигнал називається розпадом вільної індукції (FID). В ідеалізованому експерименті ядерного магнітного резонансу FID розпадається приблизно експоненційно з постійною T2. Однак у практичній МРТ існують невеликі відмінності у статичному магнітному полі у різних просторових точках ("неоднорідності"), які викликають зміну ларморівської частоти в тілі. Це створює деструктивну інтерференцію, яка вкорочує FID. Постійна часу для розпаду ФІД, що спостерігається, називається T*
2 часи релаксації і завжди коротше T2. У той же час поздовжня намагніченість починає відновлюватися експоненційно з постійної часу T1, яка набагато більша за T2 (див. нижче).
При МРТ статичне магнітне поле посилюється котушкою з градієнтом поля і змінюється по всій області, що сканується, так що різні просторові точки стають пов'язаними з різними частотами прецесії. Тільки тих областях, де поле таке, що частоти прецесії збігаються з частотою РЧ, спостерігатиметься збудження. Зазвичай ці градієнти поля модулюються для того, щоб переміщатися по області, що сканується, і саме майже нескінченна різноманітність послідовностей радіочастотних і градієнтних імпульсів надає МРТ універсальність. Зміна градієнта поля поширює сигнал у відповідь ФІД в частотній області, але він може бути відновлений і виміряний за допомогою перефокусуючого градієнта (для створення так званої "градієнтної луни"), або радіочастотного імпульсу (для створення так званого "спін-луна"), або при цифрової постобробки сигналу, що поширюється. Весь процес може бути повторений, коли відбулася деяка релаксація T1 і теплова рівновага спинів більш-менш відновлена. Час повторення (TR) - це час між двома послідовними збудженнями того самого зрізу.
Як правило, у м'яких тканинах T1 становить близько однієї секунди, тоді як T2 та T*
2 становлять кілька десятків мілісекунд. Однак ці значення можуть сильно змінюватись між різними тканинами, а також між різними зовнішніми магнітними полями. Така поведінка є одним із факторів, що забезпечують МРТ величезну контрастність м'яких тканин.
Контрастні речовини для МРТ, наприклад, що містять гадоліній (III), діють шляхом зміни (укорочування) параметрів релаксації, особливо T1.

## Візуалізація

### Схеми візуалізації
Було розроблено кілька схем комбінування градієнтів поля та радіочастотного збудження для створення зображення:
- 2D або 3D реконструкція з проєкцій, як у комп'ютерній томографії.
- Побудова зображення за точками або лініями.
- Градієнти у радіочастотному полі, а не у статичному полі.

Хоча кожна з цих схем іноді використовується в спеціальних додатках, більшість МР-зображень сьогодні створюється методом двовимірного перетворення Фур'є (2DFT) з вибором зрізів, або методом тривимірного перетворення Фур'є (3DFT). Інша назва 2DFT – spin-warp. Далі слідує опис методу 2DFT з вибором зрізів.
Метод 3DFT досить схожий, крім того, що вибір зрізів відсутня, а фазове кодування виконується у двох окремих напрямках.

#### Відлуння-планарна візуалізація
Інша схема, яка іноді використовується, особливо при скануванні мозку або там, де зображення потрібні дуже швидко, називається ехо-планарною візуалізацією (ЕПІ): У цьому випадку за кожним радіочастотним збудженням слідує серія градієнтних ехо-сигналів з різним просторовим кодуванням. Мультиплексна ЕПД ще швидше, наприклад, для фМРТ всього мозку або дифузійної МРТ.

### Контрастність зображення та контрастне посилення
Контрастність зображення створюється з допомогою відмінностей силі сигналу ЯМР, отриманого з різних місць зразка. Це залежить від відносної щільності збуджених ядер (зазвичай протонів води), від відмінностей у часі релаксації (T1, T2 та T*
2) цих ядер після послідовності імпульсів і часто від інших параметрів, що обговорюються розділ спеціалізованих МР-сканувань. Контраст у більшості МР-зображень фактично є сумішшю всіх цих ефектів, але ретельна розробка послідовності імпульсів для візуалізації дозволяє підкреслити один механізм контрасту, а інші звести до мінімуму. Можливість вибору різних механізмів контрастування надає МРТ величезну гнучкість. У головному мозку при T1-зважуванні нервові зв'язки білої речовини здаються білими, скупчення нейронів сірої речовини – сірими, а спинномозкова рідина (СМР) – темною. Контраст білої речовини, сірої речовини та спинномозкової рідини змінюється на протилежний при використанні T2 або T*
2-зображень, у той час як при використанні зображень, зважених за протонною густиною, контрастність у здорових людей незначна. Крім того, функціональні параметри, такі як мозковий кровотік (CBF), об'єм мозкової крові (CBV) або насичення крові киснем можуть впливати на T1, T2 і T*
2 і тому можуть бути закодовані за допомогою відповідних імпульсних послідовностей.
У деяких ситуаціях неможливо створити достатній контраст зображення, щоб адекватно відобразити анатомію або патологію, що цікавить, регулюючи тільки параметри візуалізації, в цьому випадку може бути введена контрастна речовина. Для візуалізації шлунка та тонкого кишечника це може бути просто вода, прийнята перорально. Однак більшість контрастних агентів, що використовуються в МРТ, підбираються з урахуванням їх специфічних магнітних властивостей. Найчастіше вводиться парамагнітна контрастна речовина (зазвичай з'єднання гадолінію). Посилені гадолинієм тканини та рідини виглядають надзвичайно яскравими на T1-зважених зображеннях. Це забезпечує високу чутливість для виявлення судинних тканин (наприклад пухлин) і дозволяє оцінити перфузію мозку (наприклад, при інсульті). Останнім часом виникли побоювання щодо токсичності контрастних речовин на основі гадолінію та їхнього впливу на людей з порушеною функцією нирок. (Див. розділ "Безпека/контрастні речовини" нижче).
Нещодавно стали доступні суперпарамагнітні контрастні речовини, наприклад, наночастинки оксиду заліза. Ці речовини дуже темні на T*
2-зважених зображеннях і можуть використовуватися для візуалізації печінки, оскільки нормальна тканина печінки утримує речовину, а аномальні ділянки (наприклад, рубці, пухлини) - ні. Їх також можна приймати перорально для покращення візуалізації шлунково-кишкового тракту та для того, щоб вода у шлунково-кишковому тракті не затуляла інші органи (наприклад, підшлункову залозу). Діамагнітні агенти, такі як сульфат барію, також вивчалися на предмет потенційного використання в шлунково-кишковому тракті, але застосовуються рідше. Цей сигнал називається розпадом вільної індукції (FID). В ідеалізованому експерименті ядерного магнітного резонансу FID розпадається приблизно експоненційно з постійною T2. Однак у практичній МРТ існують невеликі відмінності у статичному магнітному полі в різних просторових точках ("неоднорідності"), які викликають зміну ларморівської частоти в тілі. Це створює деструктивну інтерференцію, яка вкорочує FID. Постійна часу для розпаду ФІД називається T2 часу релаксації і завжди коротше T2. У той же час поздовжня намагніченість починає відновлюватися експоненційно з постійної часу T1, яка набагато більша за T2 (див. нижче).

### k-простір
У 1983 Люнггрен і Твіг незалежно один від одного представили формалізм k-простору - метод, який виявився неоціненним в поєднанні різних методів МР-томографії. Вони показали, що демодулированний МР-сигнал S(t), що генерується вільно прецесуючими ядерними спинами в присутності лінійного градієнта магнітного поля G, дорівнює перетворення Фур'є ефективної спінової щільності. Математично:
{\displaystyle S(t)={\tilde {\rho }}_{\mathrm {eff} }\left({\vec {k}}(t)\right)\equiv \int _{-\infty }^{\infty }\mathrm {d} {\vec {x}}\ \rho ({\vec {x}})\cdot e^{2\pi i\ {\vec {k}}(t)\cdot {\vec {x}}}}
{\displaystyle {\vec {k}}(t)\equiv \int _{0}^{t}{\vec {G}}(\tau )\ \mathrm {d} \tau }
Іншими словами, з часом сигнал простежує траєкторію в k-просторі, причому вектор швидкості траєкторії пропорційний вектору градієнта прикладеного магнітного поля. Під терміном ефективна спинова густина ми розуміємо справжню спинову густину {\displaystyle \rho ({\vec {x}})} з поправкою на ефекти підготовки T1, згасання T2, дефазування через неоднорідність поля, потоку, дифузії і т.д. і будь-яких інших явищ, які впливають на кількість поперечної намагніченості, доступної для індукування сигналу радіочастотному зонді або його фазу по відношенню до електромагнітного поля приймальної котушки.
З основної формули k-простору відразу випливає, що відновлюємо зображення {\displaystyle I({\vec {x}})}, просто взявши зворотне перетворення Фур'є відібраних даних, тобто.
{\displaystyle I\left({\vec {x}}\right)=\int _{-\infty }^{\infty }\mathrm {d} {\vec {k}}\ S\left({\vec {k}}(t)\right)\cdot e^{-2\pi i\ {\vec {k}}(t)\cdot {\vec {x}}}}
Важливість центру k-простору визначення контрасту зображення може бути використана у більш досконалих методах візуалізації. Одним з таких методів є спіральне отримання зображення - застосовується градієнт магнітного поля, що обертається, в результаті чого траєкторія в k-просторі розвивається по спіралі від центру до краю. Внаслідок T2 і T*
2 загасання сигнал найбільш високий на початку сканування, тому отримання спочатку центру k-простору покращує співвідношення контраст/шум (CNR) порівняно зі звичайним скануванням зигзагоподібним, особливо за наявності швидкого руху.
Оскільки {\displaystyle {\vec {x}}} і {\displaystyle {\vec {k}}} є сполученими змінними (стосовно перетворення Фур'є), ми можемо використовувати теорему Найквіста, щоб показати, що крок у k-просторі визначає поле зору зображення (максимальна частота, яка правильно дискретизована), а максимальне значення k дискретизації визначає дозвіл , тобто.
{\displaystyle {\rm {FOV}}\propto {\frac {1}{\Delta k}}\qquad \mathrm {Resolution} \propto |k_{\max }|\ .}
(Ці співвідношення застосовуються до кожної осі незалежно).

## МРТ сканер

### Конструкція та робота
Основними компонентами МРТ-сканера є: основний магніт, який поляризує зразок, котушки для корекції неоднорідностей в основному.

### Магніт
Магніт - найбільший і найдорожчий компонент сканера, навколо нього будується вся решта сканера. Сила магніту вимірюється у теслах (Т). Клінічні магніти зазвичай мають напруженість поля в діапазоні 0,1-3,0 Тл, а дослідницькі системи можуть досягати 9,4 Тл для людей та 21 Тл для тварин. У США напруженість поля до 4 Тл схвалено FDA для клінічного використання.
Не менш важливим, ніж сила основного магніту є його точність. Прямолінійність магнітних ліній у центрі (або, як його технічно називають, ізоцентре) магніту має бути практично ідеальною. Це називається однорідністю. Флуктуації (неоднорідності напруженості поля) у сфері сканування мають становити менше трьох частин на мільйон (3 ppm). Використовуються три типи магнітів:
- Постійний магніт: Звичайні магніти, виготовлені з феромагнітних матеріалів (наприклад, сталевих сплавів, що містять рідкісноземельні елементи, такі як неодим), можуть бути використані для забезпечення статичного магнітного поля. Постійний магніт, досить потужний для використання у МРТ, буде дуже великим та громіздким; його вага може перевищувати 100 тонн. МРТ із постійними магнітами дуже недорогі в обслуговуванні; цього не можна сказати про інші типи магнітів для МРТ, але використання постійних магнітів є істотні недоліки. Вони здатні досягати лише слабкої напруженості поля в порівнянні з іншими магнітами МРТ (зазвичай менше 0,4 Т) і мають обмежену точність і стабільність. Постійні магніти також є особливими проблемами безпеки; оскільки їх магнітні поля неможливо "вимкнути", феромагнітні об'єкти практично неможливо видалити з них після безпосереднього контакту. Постійні магніти вимагають особливої обережності, коли їх доставляють до місця установки.
- Резистивний електромагніт: Соленоїд, намотаний із мідного дроту, є альтернативою постійному магніту. Перевагою є низька первісна вартість, але сила поля та стабільність обмежені. Електромагніт вимагає значної витрати електроенергії під час роботи, що може зробити його експлуатацію дорогою. Ця конструкція сутнісно застаріла.
- Надпровідний електромагніт: Коли сплав ніобій-титан або ніобій-олово охолоджується рідким гелієм до 4 К (-269 °C, -452 °F), він стає надпровідником, втрачаючи опір перебігу електричного струму. Електромагніт, створений з використанням надпровідників, може мати надзвичайно високу напруженість поля за дуже високої стабільності. Створення таких магнітів надзвичайно дорого, а кріогенний гелій дорогий і складний у користуванні. Однак, незважаючи на свою дорожнечу, надпровідні магніти з гелієвим охолодженням є найпоширенішим типом магнітів, що використовуються сьогодні у МРТ-сканерах.

У більшості надпровідних магнітів котушки з надпровідного дроту занурені в рідкий гелій усередині судини, яка називається кріостатом. Незважаючи на теплоізоляцію, що іноді включає другий кріостат, що містить рідкий азот, навколишнє тепло викликає повільне википання гелію. Тому такі магніти вимагають регулярної дозаправки рідким гелієм. Зазвичай для реконденсації парів гелію у ванну з рідким гелієм використовується криокулер, також відомий як холодна головка. В даний час деякі виробники пропонують сканери без кріогену, в яких замість занурення в рідкий гелій магнітопровід охолоджується безпосередньо кріокулером. Як альтернатива магніт може охолоджуватися шляхом обережного розміщення рідкого гелію в стратегічних точках, що значно скорочує кількість рідкого гелію, що використовується, або замість нього можуть використовуватися високотемпературні надпровідники.
Магніти можуть мати різноманітні форми. Однак постійні магніти найчастіше мають С-подібну форму, а надпровідні магніти – циліндричну. Також використовуються С-подібні надпровідні магніти та постійні магніти коробчастої форми.
Напруженість магнітного поля є важливим фактором у визначенні якості зображення. Вищі магнітні поля збільшують співвідношення сигнал/шум, що дозволяє підвищити роздільну здатність або прискорити сканування. Однак більш висока напруженість поля потребує більш дорогих магнітів з вищими експлуатаційними витратами, а також підвищує безпеку. Напруженість поля 1,0-1,5 Тл є добрим компромісом між вартістю та продуктивністю для загального медичного застосування. Однак для деяких спеціалізованих цілей (наприклад, візуалізація мозку) бажані вищі значення напруженості поля, і в деяких лікарнях зараз використовуються сканери з напруженістю 3,0 Тл.

### Шайби
Коли МР-сканер розміщується в лікарні або клініці, його основне магнітне поле далеко не однорідне, щоб використовувати його для сканування. Тому, перш ніж проводити точне налаштування поля за допомогою зразка, магнітне поле магніту має бути виміряне та компенсоване.
Після розміщення зразка в сканер основне магнітне поле спотворюється межами сприйнятливості всередині зразка, що призводить до випадання сигналу (відсутність сигналу) та просторових спотворень отриманих зображень. У людей або тварин цей ефект особливо виражений на межах повітря-тканина, таких як синуси (через парамагнітного кисню в повітрі), що ускладнює отримання зображень, наприклад, лобових частин мозку. Для відновлення однорідності поля в сканер включається набір котушок, що коригують. Це резистивні котушки, зазвичай кімнатної температури, здатні коригувати поле, розподілену у вигляді кількох порядків сферичних гармонік.
Після поміщення зразка в сканер, поле B0 "шиммується" шляхом регулювання струмів у шим-котушках. Однорідність поля вимірюється шляхом вивчення сигналу ФІД без градієнтів поля. ФІД від зразка з поганим шиммированием матиме складну обгинальну спаду, часто з великою кількістю горбів. Струми шиммування потім регулюються для отримання експоненційно загасаючого ФІД з великою амплітудою, що вказує на однорідність поля B0. Цей процес зазвичай автоматизовано.

### Градієнти
Градієнтні котушки використовуються для просторового кодування положення протонів шляхом лінійної зміни магнітного поля по всьому об'єму зображення. У цьому частота Лармора змінюється залежно від положення осях x, y і z.
Градієнтні котушки зазвичай є резистивними електромагнітами з живленням від складних підсилювачів, які дозволяють швидко і точно регулювати силу і напрямок поля. Типові градієнтні системи здатні створювати градієнти в межах 20-100 мТл/м (наприклад, у магніті 1,5 Тл при максимальному градієнті по осі z напруженість поля може становити 1,45 Тл на одному кінці отвору довжиною 1 м і 1,55 Тл на другом). Саме магнітні градієнти визначають площину візуалізації – оскільки ортогональні градієнти можна вільно комбінувати, для візуалізації може бути обрана будь-яка площина.
Швидкість сканування залежить від продуктивності системи градієнтів. Більш сильні градієнти дозволяють швидше отримати зображення або підвищити роздільну здатність; аналогічно градієнтні системи, здатні швидше перемикатися, також дозволяють прискорити сканування. Однак продуктивність градієнта обмежена міркуваннями безпеки, пов'язаними із стимуляцією нервів.
Важливими характеристиками градієнтних підсилювачів та градієнтних котушок є швидкість наростання та сила градієнта. Як згадувалося раніше, градієнтна котушка створює додаткове магнітне поле, що лінійно змінюється, яке додається або віднімається з основного магнітного поля. Це додаткове магнітне поле матиме компоненти в усіх трьох напрямах, тобто. x, y та z; проте для візуалізації корисна лише компонента вздовж магнітного поля (зазвичай звана віссю z, звідси позначення Gz). Уздовж будь-якої заданої осі градієнт додаватиме до магнітного поля з одного боку від нульового положення і віднімати з нього з іншого боку. Оскільки додаткове поле є градієнтом, воно має одиниці виміру гауси на сантиметр або мілітесла на метр (мТ/м). Високопродуктивні градієнтні котушки, використовувані МРТ, зазвичай здатні створювати градієнтне магнітне поле близько 30 мТ/м або вище для МРТ 1,5 Т. Швидкість наростання градієнтної системи - це показник того, наскільки швидко градієнти можуть бути включені або вимкнені. Типові високоефективні градієнти мають швидкість наростання до 100-200 Т-м-1-с-1. Швидкість зміни залежить як від градієнтної котушки (для збільшення або зменшення швидкості обертання великої котушки потрібно більше часу, ніж маленької), так і від продуктивності градієнтного підсилювача (для подолання індуктивності котушки потрібна велика напруга) і значно впливає на якість зображення.

### Радіочастотна система
Радіочастотна (РЧ) система передачі складається з РЧ-синтезатора, підсилювача потужності та передавальної котушки. Ця котушка зазвичай вбудована у корпус сканера. Потужність передавача може бути різною, але висококласні сканери для тіла можуть мати пікову вихідну потужність до 35 кВт і здатні підтримувати середню потужність 1 кВт. Хоча ці електромагнітні поля знаходяться в радіочастотному діапазоні в десятки мегагерц (часто в короткохвильовій частині електромагнітного спектру) і мають потужність, яка зазвичай перевищує найвищі потужності, що використовуються радіоаматорами, радіочастотні перешкоди, створювані апаратом МРТ, дуже незначні. Причина цього в тому, що МРТ не є радіопередавачем. Електромагнітне поле радіочастоти, створюване в "передавальної котушці", являє собою магнітне ближнє поле з дуже малою складовою електричного поля (як, наприклад, у всіх звичайних радіохвильових передач). Таким чином, потужне електромагнітне поле, створюване в котушці, що передає МРТ, не виробляє багато електромагнітного випромінювання на своїй радіочастоті, і потужність обмежується простором котушки і не випромінюється у вигляді "радіохвиль". Таким чином, котушка, що передає, є хорошим передавачем електромагнітного поля на радіочастоті, але поганим передавачем електромагнітного випромінювання на радіочастоті.
Приймач складається з котушки, попереднього підсилювача та системи обробки сигналу. Електромагнітне радіочастотне випромінювання, що виникає в результаті ядерної релаксації всередині суб'єкта, є справжнім електромагнітним випромінюванням (радіохвилями), і воно залишає суб'єкт у вигляді радіочастотного випромінювання, але його потужність настільки мала, що не викликає відчутних радіочастотних перешкод, які можуть бути уловлені прилеглими радіотюнерами. того, МРТ-сканери зазвичай розташовуються у приміщеннях з металевою сіткою, яка діє як клітина Фарадея).
Хоча можна проводити сканування з використанням вбудованої котушки для передачі РЧ-випромінювання та прийому МР-сигналу, якщо візуалізується невелика область, то краща якість зображення (тобто більш високе відношення сигнал/шум) досягається при використанні близько розташованої котушки меншого розміру. Існують різні котушки, які щільно прилягають до таких частин тіла, як голова, коліно, зап'ястя, груди чи внутрішні органи, наприклад, пряма кишка.
Недавнім розвитком технології МРТ стала розробка складних багатоелементних котушок з фазованими гратами, які здатні отримувати дані кількома каналами паралельно. Ця техніка "паралельної візуалізації" використовує унікальні схеми одержання даних, які дозволяють прискорити отримання зображень, замінюючи частину просторового кодування, що походить від магнітних градієнтів, просторової чутливості різних елементів котушки. Однак, збільшення прискорення також знижує співвідношення сигнал/шум і може створювати залишкові артефакти при реконструкції зображення. Дві найчастіше використовувані схеми паралельного отримання та реконструкції зображень відомі як SENSE та GRAPPA. Детальний огляд методів паралельної візуалізації можна знайти тут: